# Coconut Records
La Coconut Records è un'etichetta discografica indipendente tedesca.

## Storia
La Coconut Records venne fondata nel 1981 dai produttori Tony Hendrik (nome d'arte di Dieter Lünstedt) e Karin Hartmann ed era collegata alla Hansa Records tramite un accordo di distribuzione. Tra le prime band scritturate dalla Coconut vi erano le À La Carte, che cambiarono più volte il loro organico. Grazie al loro singolo You Get Me On The Run, edito il gennaio del 1981 e destinato a piazzarsi alla posizione numero 41 delle classifiche tedesche, l'etichetta ebbe il suo primo momento di notorietà. Altri artisti e gruppi scritturati dalla Coconut che entrarono nelle classifiche negli anni ottanta includono i Bad Boys Blue e Wolfgang Petry. Tuttavia il maggiore successo pubblicato dall'etichetta è What Is Love del trinidadiano Haddaway, che ha venduto 2.6 milioni di copie in tutto il mondo.
Hendrik/Hartmann vendettero la Coconut Records alla Coconut Music Ltd nel gennaio 2007. Karin Hartmann dirige ancora oggi l'azienda, mentre Tony Hendrik la lasciò nel 2003.

## Artisti (elenco parziale)
- À La Carte
- Bad Boys Blue
- Chyp-Notic
- Haddaway
- Londonbeat
- The Searchers
- The Weather Girls
- Wolfgang Petry
- Xanadu